# الحسن بن الحباب
الحسن بن الحباب بن مخلد بن محبوب, أبو علي المقرئ. أحد الرواة الثقات. كان فهما بعلم القرآن، حسن التصنيف فيه، وكان من شيوخ المقرئين وثقاتهم.

## قراءته
عرض على: البزي، ومحمد بن غالب الأنماطي.
أخذ عنه القراءة: ابن مجاهد، وابن الأنباري، والنقاش، وعبد الواحد بن أبي هاشم، وأحمد بن عبد الرحمن الولي، وجماعة.

## روايته للحديث النبوي
سمع: محمد بن حميد الرازي، ومحمد بن سليمان لوينا، ومحمد بن إسماعيل المباركي، ومحمد بن يحيى بن أبي سمينة، والعباس بن أبي طالب، وأحمد بن محمد بن عَبْد اللَّهِ بْن أَبِي بزة المقرئ، ومحمد بن سهل بن عسكر البخاري.
روى عنه: أبو الحسين بن المنادي، وأحمد بن كامل القاضي، ومحمد بن عبد الله الشافعي، ومحمد بن عمر ابن الجعابي، وأبو علي ابن الصواف، وغيرهم.

## أقوال العلماء فيه
الجرح والتعديل
- أبو الحسين بن المنادي: أنه كثير الحديث قريب الأمر.
- الخطيب البغدادي: ثقة.
- الدارقطني: ثقة.
- الذهبي: ثقة.